# Liga dos Campeões da UEFA de 2009–10 – Fases Finais
As Fases Finais da Liga dos Campeões da UEFA de 2009-10 ocorrerão entre 16 de fevereiro e 22 de maio de 2010. A começar pelas oitavas-de-finais, cada fase terá jogos de ida e volta, com exceção da final, em Madrid, no estádio Santiago Bernabéu, que terá partida única para decidir o campeão da Liga.

## Oitavas-de-Finais
O sorteio dos confrontos das oitavas-de-final aconteceu no dia 18 de dezembro de 2009. Os jogos de ida serão realizados nos dias 16, 17, 23, e 24 de fevereiro, enquanto que os de volta se realizarão nos dias 9, 10, 16 e 17 de março.
| Equipe 1          | Total   | Equipe 2          | 1.º jogo | 2.º jogo |
| ----------------- | ------- | ----------------- | -------- | -------- |
| Stuttgart         | 1–5     | Barcelona         | 1–1      | 0–4      |
| Olympiacos        | 1–3     | Bordeaux          | 0–1      | 1–2      |
| Internazionale    | 3–1     | Chelsea           | 2–1      | 1–0      |
| Bayern de Munique | 4–4 gf. | Fiorentina        | 2–1      | 2–3      |
| CSKA Moscou       | 3–2     | Sevilla           | 1–1      | 2–1      |
| Lyon              | 2–1     | Real Madrid       | 1–0      | 1–1      |
| Porto             | 2–6     | Arsenal           | 2–1      | 0–5      |
| Milan             | 2–7     | Manchester United | 2–3      | 0–4      |

### Jogos de ida
| 16 de Fevereiro de 2010 | Lyon       | 1 – 0     | Real Madrid | Stade de Gerland, Lyon                   |
| 20:45                   | Makoun 47' | Relatório |             | Público: 40,327 Árbitro: Martin Atkinson |

| 16 de Fevereiro de 2010 | Milan                       | 2 – 3     | Manchester United             | San Siro, Milão                               |
| 20:45                   | Ronaldinho 3' · Seedorf 85' | Relatório | 36' Scholes · 66', 74' Rooney | Público: 78,587 Árbitro: Olegário Benquerença |

| 17 de Fevereiro de 2010 | Porto                          | 2 – 1     | Arsenal      | Estádio do Dragão, Porto                |
| 20:45                   | Varela 11' · Falcao García 51' | Relatório | 18' Campbell | Público: 40,717 Árbitro: Martin Hansson |

| 17 de Fevereiro de 2010 | Bayern de Munique       | 2 – 1     | Fiorentina   | Allianz Arena, Munique                      |
| 20:45                   | Robben 45+3' · Olić 89' | Relatório | 50' Krøldrup | Público: 66,000 Árbitro: Tom Henning Øvrebø |

| 23 de Fevereiro de 2010 | Stuttgart | 1 – 1     | Barcelona       | Mercedes-Benz Arena, Stuttgart         |
| 20:45                   | Cacau 25' | Relatório | 52' Ibrahimović | Público: 39,430 Árbitro: Bjorn Kuipers |

| 23 de Fevereiro de 2010 | Olympiacos | 0 – 1     | Bordeaux    | Estádio Karaiskákis, Atenas          |
| 20:45                   |            | Relatório | 45+2' Ciani | Público: 29,773 Árbitro: Howard Webb |

| 24 de Fevereiro de 2010 | CSKA Moscou  | 1 – 1     | Sevilla     | Estádio Lujniki, Moscou              |
| 20:45                   | González 66' | Relatório | 25' Negredo | Público: 28,600 Árbitro: Felix Brych |

| 24 de Fevereiro de 2010 | Internazionale            | 2 – 1     | Chelsea   | Giuseppe Meazza, Milão                          |
| 20:45                   | Milito 3' · Cambiasso 55' | Relatório | 51' Kalou | Público: 78,971 Árbitro: Manuel Mejuto González |

### Jogos de volta
| 9 de Março de 2010 | Arsenal                                                 | 5 – 0     | Porto | Emirates Stadium, Londres                   |
| 20:45              | Bendtner 10', 25', 90+1' (pen.) · Nasri 63' · Eboué 66' | Relatório |       | Público: 59,661 Árbitro: Frank De Bleeckere |

| 9 de Março de 2010 | Fiorentina                    | 3 – 2     | Bayern de Munique           | Artemio Franchi, Florença                         |
| 20:45              | Vargas 28' · Jovetić 54', 64' | Relatório | 60' van Bommel · 65' Robben | Público: 42,762 Árbitro: Alberto Undiano Mallenco |

O Bayern de Munique se classificou pelo critério do gol fora de casa.
| 10 de Março de 2010 | Manchester United                         | 4 – 0     | Milan | Old Trafford, Manchester                 |
| 20:45               | Rooney 13', 46' · Park 59' · Fletcher 88' | Relatório |       | Público: 74,595 Árbitro: Massimo Busacca |

| 10 de Março de 2010 | Real Madrid          | 1 – 1     | Lyon       | Santiago Bernabéu, Madrid               |
| 20:45               | Cristiano Ronaldo 6' | Relatório | 75' Pjanić | Público: 71,569 Árbitro: Nicola Rizzoli |

| 16 de Março de 2010 | Chelsea | 0 – 1     | Internazionale | Stamford Bridge, Londres                |
| 20:45               |         | Relatório | 78' Eto'o      | Público: 38,107 Árbitro: Wolfgang Stark |

| 16 de Março de 2010 | Sevilla     | 1 – 2     | CSKA Moscou           | Estádio Ramón Sánchez Pizjuán, Sevilla |
| 20:45               | Perotti 41' | Relatório | 39' Necid · 55' Honda | Público: 29,666 Árbitro: Viktor Kassai |

| 17 de Março de 2010 | Bordeaux                  | 2 – 1     | Olympiacos    | Stade Chaban-Delmas, Bordeaux                 |
| 20:45               | Gourcuff 5' · Chamakh 88' | Relatório | 65' Mitroglou | Público: 31,004 Árbitro: Olegário Benquerença |

| 17 de Março de 2010 | Barcelona                              | 4 – 0     | Stuttgart | Camp Nou, Barcelona                  |
| 20:45               | Messi 13', 60' · Pedro 22' · Bojan 89' | Relatório |           | Público: 88,543 Árbitro: Alain Hamer |

## Quartas-de-Finais
Os primeiros jogos confrontos das ocorrerão nos dias 30 e 31 de março, enquanto que os segundos nos dias 6 e 7 de abril.
| Equipe 1          | Total   | Equipe 2          | 1.º jogo | 2.º jogo |
| ----------------- | ------- | ----------------- | -------- | -------- |
| Lyon              | 3-2     | Bordeaux          | 3–1      | 0-1      |
| Bayern de Munique | 4-4 gf. | Manchester United | 2–1      | 2-3      |
| Arsenal           | 3–6     | Barcelona         | 2–2      | 1–4      |
| Internazionale    | 2–0     | CSKA Moscou       | 1–0      | 1–0      |

### Jogos de ida
| 31 de Março de 2010 | Lyon                                  | 3 – 1     | Bordeaux    | Stade de Gerland, Lyon               |
| 20:45               | Lisandro 10', 77' (pen.) · Bastos 32' | Relatório | 14' Chamakh | Público: 37,859 Árbitro: Felix Brych |

| 31 de Março de 2010 | Bayern de Munique       | 2 – 1     | Manchester United | Allianz Arena, Munique                      |
| 20:45               | Ribéry 77' · Olić 90+2' | Relatório | 2' Rooney         | Público: 66,000 Árbitro: Frank De Bleeckere |

| 31 de Março de 2010 | Arsenal                           | 2 – 2     | Barcelona            | Emirates Stadium, Londres                |
| 20:45               | Walcott 69' · Fàbregas 85' (pen.) | Relatório | 46', 59' Ibrahimović | Público: 59,572 Árbitro: Massimo Busacca |

| 31 de Março de 2010 | Internazionale | 1 – 0     | CSKA Moscou | Giuseppe Meazza, Milão               |
| 20:45               | Milito 65'     | Relatório |             | Público: 69,398 Árbitro: Howard Webb |

### Jogos de volta
| 6 de Abril de 2010 | CSKA Moscou | 0 – 1     | Internazionale | Lujniki, Moscou                          |
| 20:45              |             | Relatório | 6' Sneijder    | Público: 54,400 Árbitro: Stéphane Lannoy |

| 6 de Abril de 2010 | Barcelona                | 4 – 1     | Arsenal      | Camp Nou, Barcelona                     |
| 20:45              | Messi 21', 37', 42', 88' | Relatório | 18' Bendtner | Público: 93,330 Árbitro: Wolfgang Stark |

| 7 de Abril de 2010 | Bordeaux    | 1 – 0     | Lyon | Stade Chaban-Delmas, Bordeaux                     |
| 20:45              | Chamakh 45' | Relatório |      | Público: 33,897 Árbitro: Alberto Undiano Mallenco |

| 7 de Abril de 2010 | Manchester United        | 3 – 2     | Bayern de Munique     | Old Trafford, Manchester                |
| 20:45              | Gibson 3' · Nani 7', 41' | Relatório | 43' Olić · 74' Robben | Público: 74,482 Árbitro: Nicola Rizzoli |

## Semifinais
| Equipe 1          | Total | Equipe 2  | 1.º jogo | 2.º jogo |
| ----------------- | ----- | --------- | -------- | -------- |
| Bayern de Munique | 4–0   | Lyon      | 1–0      | 3–0      |
| Internazionale    | 3–2   | Barcelona | 3–1      | 0–1      |

### Jogos de ida
| 20 de Abril de 2010 | Internazionale                         | 3 – 1     | Barcelona | Giuseppe Meazza, Milão                        |
| 20:45               | Sneijder 30' · Maicon 48' · Milito 61' | Relatório | 19' Pedro | Público: 79,000 Árbitro: Olegário Benquerença |

| 21 de Abril de 2010 | Bayern de Munique | 1 – 0     | Lyon | Allianz Arena, Munique                   |
| 20:45               | Robben 69'        | Relatório |      | Público: 66,000 Árbitro: Roberto Rosetti |

### Jogos de volta
| 27 de Abril de 2010 | Lyon | 0 – 3     | Bayern de Munique  | Stade de Gerland, Lyon                   |
| 20:45               |      | Relatório | 26', 67', 78' Olić | Público: 39,414 Árbitro: Massimo Busacca |

| 28 de Abril de 2010 | Barcelona | 1 – 0 | Internazionale | Camp Nou, Barcelona         |
| 20:45               | Piqué 84' |       |                | Árbitro: Frank De Bleeckere |

## Final
| 22 de maio de 2010 | Bayern de Munique | 0 – 2 | Internazionale  | Santiago Bernabéu, Madri             |
| 20:45 (UTC+2)      |                   |       | Milito 35', 70' | Público: 73 170 Árbitro: Howard Webb |